# タベア・ツィンマーマン
タベア・ツィンマーマン（Tabea Zimmermann, 1966年10月8日 - ）は、ドイツ（旧西ドイツ）のバーデン＝ヴュルテンベルク州、シュヴァルツヴァルト地方のラール生まれのヴィオラ奏者。女性演奏家である。現代を代表するヴィオラ奏者の1人であり、日本にも1989年、1992年、1995年、2000年、2005年と来日している。

## 略歴
ヴァイオリン・チェロを弾いていた兄弟の影響を受け、習った教師の勧めで3歳からヴィオラを始める。ヴィオラ奏者の場合、最初はヴァイオリンを習い、途中でヴィオラに転向する場合がほとんどであるので、タベア・ツィンマーマンは、子供のときからヴィオラを弾いていたという珍しいヴィオリストである。
13歳でフライブルク音楽大学でウルリヒ・コッホに師事し、その後、ザルツブルクのモーツァルテウム音楽院でシャーンドル・ヴェーグにヴァイオリンを学ぶ。1982年、16歳でジュネーヴ国際音楽コンクールのヴィオラ部門で第1位となった。翌1983年にパリのモーリス・ヴュー・ヴィオラ・コンクールで、また1984年にはブダペスト国際音楽コンクールでも優勝し、19歳でザールブリュッケン音楽大学の教員となり、21歳で当時ドイツ最年少で教授に就任した。
その後、ベルリン・フィル、ロンドン交響楽団など世界の著名オーケストラと共演を行う。クレーメルの主宰するロッケンハウス音楽祭にも1983年（17歳）から出演している。リゲティの無伴奏ヴィオラ・ソナタなど、多くのヴィオラ曲の初演を果たしている他、シューマンのヴァイオリン・ソナタなど、ヴァイオリン・チェロの曲をヴィオラに編曲しての演奏も積極的に行っている。
2002年からは、ベルリンのハンス・アイスラー音楽大学の教授に就任している。また同年から、アルカント弦楽四重奏団（Arcanto Quartet）のメンバーとしても活動している。2020年エルンスト・フォン・ジーメンス音楽賞受賞。
現在の夫は指揮者のスティーブン・スローンであるが、死別した前夫デイヴィッド・シャローンも指揮者であった。